# Turkse algemene verkiezingen 2002
De 15e Turkse algemene verkiezingen vonden op 3 november 2002 plaats. Op deze datum werd door de stemgerechtigde Turken een nieuw parlement gekozen. 
De verkiezingen werden noodzakelijk nadat het kabinet van Bülent Ecevit viel. De AK-partij was de grootste winnaar, met 34% van de stemmen. Ook de CHP wist met 19% van de stemmen de kiesdrempel te halen. De kiezers hadden de regeringspartijen afgestraft. De partijen DSP, MHP en ANAP verloren respectievelijk 20.1%, 9.74% en 8.09% van de stemmen. 
De MHP-leider Devlet Bahçeli had na zijn verkiezingsnederlaag aangekondigd te zullen stoppen met politiek, maar is toch doorgegaan.
Parlement: 1946 · 1950 · 1954 · 1957 · 1961 · 1965 · 1969 · 1973 · 1977 · 1983 · 1987 · 1991 · 1995 · 1999 · 2002 · 2007 · 2011 · 2015 (jun) · 2015 (nov) · 2018 · 2023

President: 1923 · 1927 · 1931 · 1935 · 1938 · 1939 · 1943 · 1946 · 1950 · 1954 · 1957 · 1961 · 1966 · 1973 · 1982 · 1989 · 1993 · 2000 · 2007 · 2014 · 2018 · 2023

Lokaal: 1930 · 1946 · 1950 · 1955 · 1963 · 1968 · 1973 · 1977 · 1984 · 1989 · 1994 · 1999 · 2004 · 2009 · 2014 · 2019 · 2024

Referendum: 1961 · 1982 · 1987 · 1988 · 2007 · 2010 · 2017